# Jeb Rosebrook
Jeb Rosebrook, né le 11 juin 1935 à New York (État de New York) et mort le 31 août 2018 à Scottsdale en Arizona, est un scénariste et producteur américain.

## Filmographie

### Cinéma
Scénariste
- 1972 : Junior Bonner, le dernier bagarreur
- 1979 : Le Trou noir

### Télévision
Scénariste
- 1969 : Le Virginien (1 épisode)
- 1973 : Miracle sur la 34e rue
- 1973-1978 : La Famille des collines (4 épisodes)
- 1975 : L'Ultime Combat (en)
- 1983-1984 : The Yellow Rose (en) (3 épisodes)
- 1984 : Le Guerrier mystique (en)
- 1987 : A Hobo's Christmas (en)
- 1990 : The Outsiders (en)

Producteur
- 1983-1984 : The Yellow Rose (en) (7 épisodes)
- 1990 : The Outsiders (en) (intégralité de la série)
- 1996 : Secrets enfouis

## Récompenses et distinctions
Nominations
- Primetime Emmy Award :
  - Primetime Emmy Award du meilleur scénario pour une mini-série ou un téléfilm 1976 (L'Ultime Combat (en))
- Prix Hugo :
  - Meilleur film ou série 1980 (Le Trou noir)
- Saturn Award :
  - Saturn Award du meilleur scénario 1980 (Le Trou noir)